# Norma Argentina
Norma Argentina (Ciudad de San Luis, Provincia de San Luis, 1 de septiembre de 1946) es una actriz de cine y televisión argentina.  
Trabaja activamente en la industria del cine de Argentina.

## Filmografía
- Cama adentro (2004) o Live-In Maid.
- El buen destino (2005).
- Tupac, el grito (2005).
- Martín Fierro, el ave solitaria (2006).
- Maradona, la mano de Dios (2007)
- Más que un hombre (2007)
- El resultado del amor (2007)
- Tres de corazones (2007)
- City of your Final Destination (2007).
- La extranjera (2008).
- Sangre del Pacífico (2008)
- Franzie (2009).
- El derrotado (2010).
- Paco (2010).
- Mis días con Gloria (2010).
- Rosa (2010).
- El gato desaparece (2011).
- El pozo (2012).
- Dormir al sol (2012).
- Samurái (2012).
- Por un puñado de pelos (2013).
- Los elegidos (2014)
- El último traje (2017)
- Todos tenemos un muerto en el placard o un hijo en el closet (2020).
- Humo bajo el agua (2023).

## Galardones
- 2006 - Asociación de Cronistas Cinematográficos de la Argentina: Cóndor de Plata; Mejor Actriz Debutante, por Cama adentro.